# Parquina

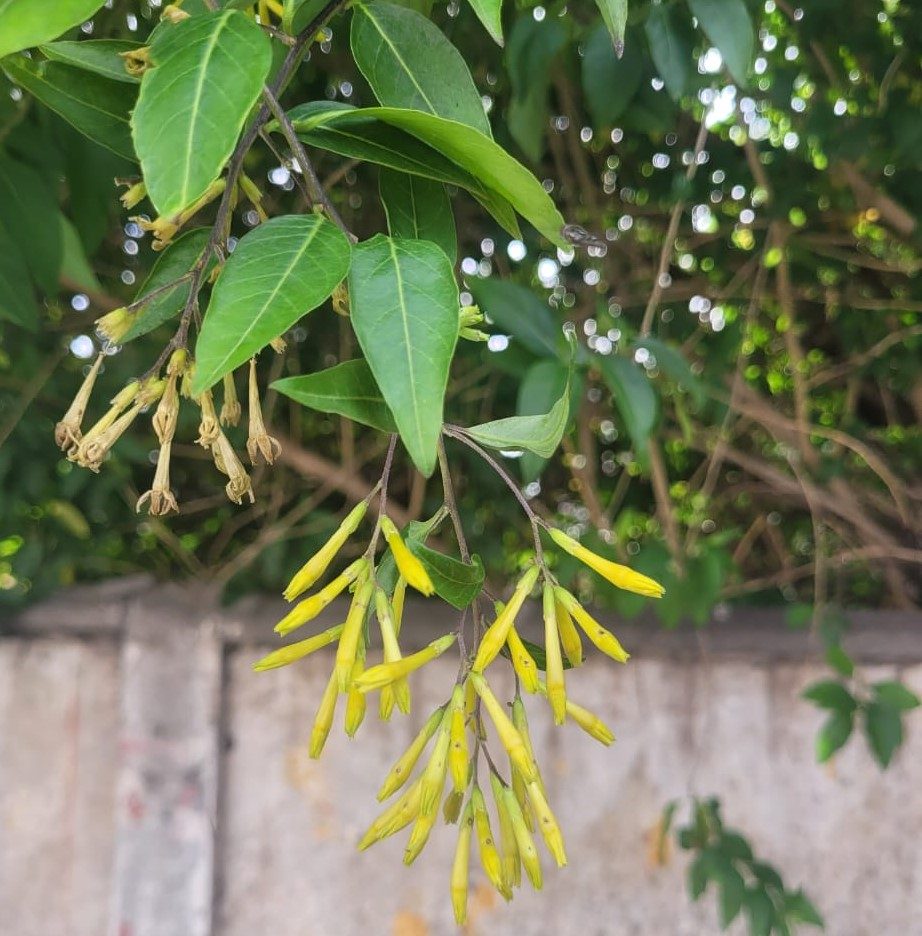
Palqui (Cestrum parqui) dentro de las dependencias de FaCiQyF.

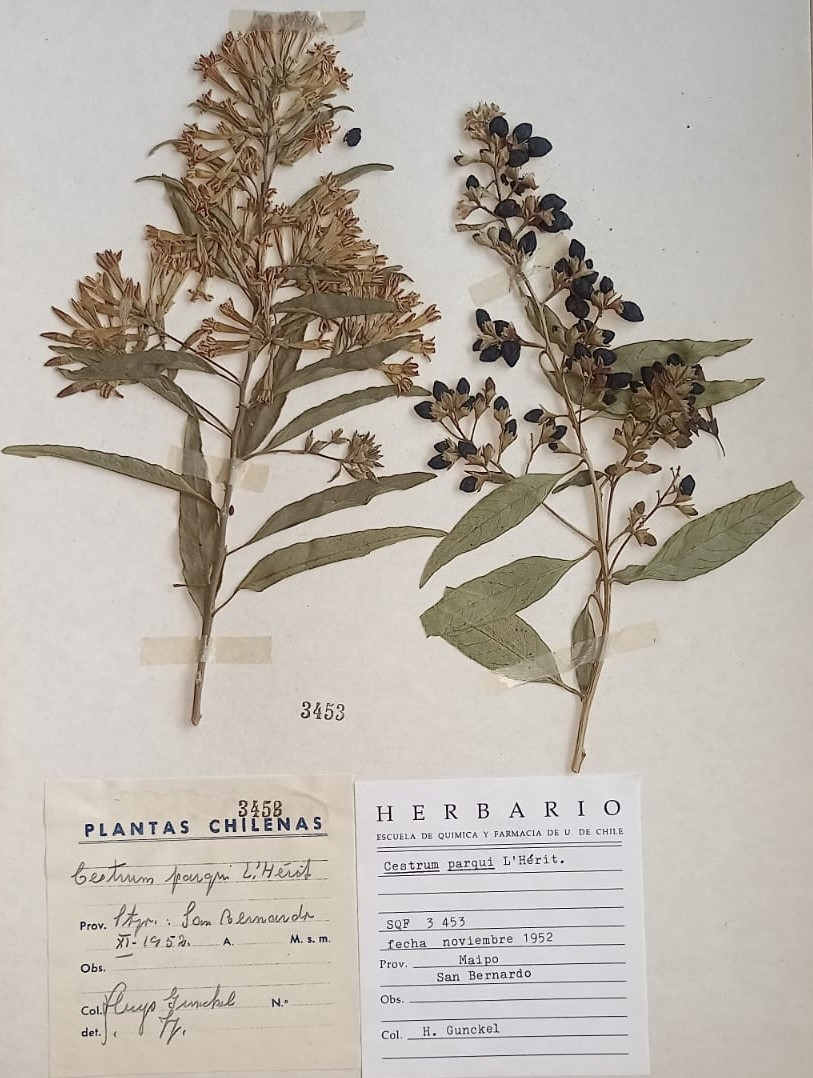
Muestra de palqui en el Herbario SQF.

La parquina corresponde a un metabolito secundario que forma parte de los terpenos. Es un glucósido kaurénico presente en la especie vegetal Cestrum parqui L'Hér.(Solanaceae).

## Origen
La parquina es un diterpeno que se encuentra en las hojas de la especie vegetal C. parqui conocida comúnmente como duraznillo negro, cestrum verde o palqui.
Esta especie vegetal es nativa de Sudamérica, específicamente de Argentina y Chile. Además, debido a sus racimos de flores amarillas y el color violeta a negro de sus frutosfue introducida en Australia como ornamental.

## Identificación
Mediante técnicas de RMN y espectrometría de masas se determinó la estructura de la carboxiparquina y su co-metabolito parquina, ambos poseen estructuras idénticas con la diferencia de que la carboxiparquina presenta un grupo carboxilo en el carbono C-4, mientras que la parquina presenta un hidrógeno.

## Toxicidad
La parquina es considerada como un co-metabolito junto a la carboxiparquina. Se considera menos tóxica en comparación a esta última, ya que su nivel de toxicidad es cuatro veces menor. La carboxiparquina presenta una DL50 de 4,3 mg Kg-1, provocando daño hepático y renal en el ganado que accidentalmente consumía la planta C. parqui, además esta puede provocar temblores musculares, sudor, dolor abdominal, anorexia y disnea.
También se ha observado que ambas son similares a dos toxinas que presentan acción similar a la estricnina, los cuales son carboxiatractilósido y atractilósido.